# 立花日菜
立花 日菜（たちばな ひな、6月14日 - ）は、日本の女性声優、歌手。宮城県出身。アーツビジョン所属。

## 略歴
「アニメのお芝居をしたい」と思ったことや子供の頃からキャラソンも好きだったことがきっかけで声優を目指した。キャラソンやアニソンがきっかけでアニメに熱中しており、その時に「声を当てるだけじゃなく、ライブしたり、体を使ってキャラクターを表現するって、すごく面白い世界だ」と思った。当時、それのきっかけになった作品の歌は『けいおん!』と『ラブライブ!』のμ's。
日本ナレーション演技研究所出身。2018年に『ゾンビランドサガ』で声優デビュー。
2020年、『推しが武道館いってくれたら死ぬ』のメインキャラクターである市井舞菜役でテレビアニメ初レギュラーを演じた。
2024年6月12日、ポニーキャニオンより『I'm GAME!』でソロアーティストとしてデビューした。

## 人物
趣味にはエレキギター、歌、特技にはセルフネイルを挙げている。好きなゲームタイトルとして『MOTHERシリーズ』や『UNDERTALE』、所謂ラブデリック系の『moon』や『UFO -A day in the life-』を挙げており、小さい頃は『ぷよぷよ』が好きだったという。靴のサイズは23.5-24.5。好きな食べ物は梨、梅干し、たらこなど。
尊敬する声優に佐藤聡美を挙げている。
日本ナレーション演技研究所での同期に『アイドルマスター シンデレラガールズ』で共演する神谷早矢佳、天野聡美、『CUE!』で共演する村上まなつ、緒方佑奈らがいる。

## 出演
太字はメインキャラクター。

### テレビアニメ
2018年
- ゾンビランドサガ（女の子）

2019年
- フルーツバスケット（TV番組）
- けだまのゴンじろー（女子〈3〉）
- アイドルマスター シンデレラガールズ劇場 CLIMAX SEASON（久川凪）

2020年
- 推しが武道館いってくれたら死ぬ（市井舞菜）

2021年
- ウマ娘 プリティーダービー（2021年 - 2023年、サトノダイヤモンド） - 2シリーズ
- アイ★チュウ（観客B）
- スライム倒して300年、知らないうちにレベルMAXになってました（レッドドラゴンA）

2022年
- CUE!（丸山利恵）
- シャインポスト（田中葵）

2023年
- もういっぽん!（佐野千草）
- アルスの巨獣
- うちの会社の小さい先輩の話（片瀬詩織里）
- 聖者無双〜サラリーマン、異世界で生き残るために歩む道〜（ナナエラ）

2024年
- 魔都精兵のスレイブ（大川村寧）
- 神は遊戯に飢えている。（パール）
- 魔王軍最強の魔術師は人間だった（サティ）
- パーティーから追放されたその治癒師、実は最強につき（アーミア）

2025年
- Übel Blatt〜ユーベルブラット〜（ピーピ）
- 青の祓魔師 終夜篇（宝生錦〈幼少〉）
- 男女の友情は成立する?（いや、しないっ!!）（横山亜寿美）
- キミと僕の最後の戦場、あるいは世界が始まる聖戦 Season II（アシェ）

時期未定
- 勇者パーティを追い出された器用貧乏（ソフィア・クローデル）

### Webアニメ
- アイドルマスター シンデレラガールズ劇場 Extra Stage（2020年、久川凪）
- ただいま!ちびゴジラ（2020年、ちびモスラ[34]）
- ゲーム『ウマ娘 プリティーダービー』1st Anniversary Special Animation（2022年、サトノダイヤモンド[35]）
- グッド・ナイト・ワールド（2023年、マナハ[36]）

### ゲーム
2019年
- アイドルマスター シンデレラガールズ（2019年 - 2024年、久川凪） - 3作品
- メリーガーランド（カチェフ、マイ、ユカ）
- ドラゴンクエストXI 過ぎ去りし時を求めて S ボイスドラマDLC - 『激闘！ロトゼタシア短歌大会！』ほか
- CUE!（丸山利恵）

2020年
- ブラウンダスト（エマ）
- 天華百剣 -斬-（安宅切）
- メガミヒストリア（アルテミス）

2021年
- 戦の海賊（ハッピー）
- ウマ娘 プリティーダービー（2021年 - 2024年、サトノダイヤモンド）
- パズルガールズ（蒼龍、鳥海）
- グランサガ（オペス、ネオテラ）
- 共闘ことばRPG コトダマン（2021年 - 2024年、ソウカンガルー、ソーラアモン、レイズィリズム、カラスッカラン）
- LOST JUDGMENT 裁かれざる記憶（藤堂湊） - DLC追加キャラクター

2022年
- アークナイツ（プリン）
- VOIDCRISIS（グリムヒルデ〈姉〉）
- マギアレコード 魔法少女まどか☆マギカ外伝（2022年 - 2023年、千鶴）
- メメントモリ（カロル）

2023年
- グランブルーファンタジー（ララ、ロロ）
- トワツガイ（2023年 - 2024年、エナガ）
- Sdorica（タティラナ）
- BLUE REFLECTION SUN/燦（瀟美岐）
- takt op. 運命は真紅き旋律の街を（威風堂々）
- プリンセスコネクト！Re:Dive（2023年 - 2024年、アネモネ / 一華ぼたん）
- ONE.（里村茜）
- ガーディアンテイルズ（アメリス）

2024年
- Tree of Savior M（マルノックス）
- ドラゴンとガールズ交響曲（ヘイムダル、ホルス）
- みんなで早押しクイズ（姫嶋トモリ）
- アズールレーン（大山）
- 白猫プロジェクト（デネブ）
- プロジェクトセカイ カラフルステージ! feat. 初音ミク（椿木千晴）
- ウマ娘 プリティーダービー 熱血ハチャメチャ大感謝祭!（サトノダイヤモンド）
- エルゴスム（アザカ）
- エーテルゲイザー（アイビス・テウト）

2025年
- 根暗なクラスメイトが俺の胃袋を掴んで放してくれない（暗野木陰）
- VIRTUAL GIRL @ WORLD'S END（リンカ / 片瀬凛）
- 紅の錬金術師と白の守護者 〜レスレリアーナのアトリエ〜（リアス・アイトライゼ）

### ドラマCD
- 少女軌道のリユニオン （2022年、テレサ[80]）

### オーディオドラマ
2022年
- 【百合体験】ないしょワンルーム ～世話焼き妹と過ごす休日～【CV:立花日菜】/SukeraSono（住谷茉依）
- 【耳かき/マッサージ/囁き】きまぐれギャルJK【CV.立花日菜】（三上結菜）
- 【百合体験】はつこいリターンズ! ～恥じらうギャルは告白できない～【CV.立花日菜】（雛桜ひより）
- 【耳かき・マッサージ/ASMR】あなたにエール! 春先よしの 【CV:立花日菜】（春先よしの）
- 【ASMR】まいにち彼女 芦原千春【CV:立花日菜】（芦原千春）
- 【茶道・耳かき・百人一首】おしごとねいろ ～茶道家編～【CV.立花日菜】（久遠寺彩花）

2023年
- 【ひざまくら・耳かき・添い寝】もののけぼっくす!～狼少女は大好きなお兄さまをSっ気たっぷりに癒やしたい～（グレッタ）
- 【マッサージ&耳かき&添い寝】いっしょぐらし 〜ツンデレ彼女編〜【CV:立花日菜】（赤城眞凪華）

2024年
- 幕末動乱美少女伝（村田新八、伊達慶邦）
- 【ASMR】異世界旅行代理店〜エルフのナズナ〜（ナズナ）
- しょにおや!〜いっしょにおやすみプロジェクト〜 千絵と千秋のあまあまご奉仕タイム（白凪千秋）
- 【ネカフェ密着・耳かき・告白】初恋ノオト 笹川蛍 （笹川蛍）
- 【筋肉さわりあいASMR】となりの席のギャルが筋肉に目覚めて俺を触診してきてかわいい。（となりの席のギャルちゃん）
- 【ASMR】夏山の幼なじみ巫女と三毛猫（葉月）
- 【ヘアカット/シャンプー/マッサージ】チルタイム〜ゆるうと美容室でひと休み〜（宇佐田芽依）

### デジタルコミック
2022年
- 失意に濡れる女子高生を助けたらどうなるのか？（初白小鳥）
- 境界のエンドフィール（香庄智子）

2023年
- ちがう宮原おまえじゃない！（雪比平）
- ノーマルガール（御影恵那）

2024年
- オカルトジャーニー【閲覧注意】（杉山ノリコ）

### 吹き替え
- 梨泰院クラス（2020年、オ・ヘウォン[8]）
- イカゲーム（2021年、ガヨン[96]）
- アンナラスマナラ -魔法の旋律-（2022年、ユイ[97]）
- 二十五、二十一（2022年、キム・ミンチェ[98]）

### ラジオ
※はインターネット配信。
- CUE!&A（2019年、文化放送・超!A&G+※、A&G TRIBAL RADIO エジソン内）「Moon」メンバーとして
- 立花日菜が話したそうにしている。（2020年、マンガPark※）[99]
- 超!A&G+マンスリースペシャル 立花日菜のぴーすふるなラジオ（2021年、超!A&G+・YouTube文化放送A&G公式チャンネル※）[100]
- 立花日菜のラジオのひな形（2022年 - 2024年、Radiotalk※）

### インターネットテレビ
- 村上まなつと立花日菜の真夏の日向ぼっこ（2020年 - 、ニコニコ生放送 シーサイドチャンネル）[101]
- 立花日菜のもこもこゲーミング（2022年 - 、OPENREC.tv）

### CM
- 『ペンと手錠と事実婚』コミックス②巻発売記念ラジオCM（2023年、ナレーション[102]）

### 朗読劇
- ネコたん！〜猫町怪異奇譚〜（2024年、財部梨杏[103]）

### 舞台
- LIAR GAME murder mystery『爆発廃工場 〜犯人の挑戦状〜』『首切りホテル 〜最後の夜宴〜』（2024年[104]）
- 日曜日はオフレコでお願いします！×これからミステリー『日オフミステリー』（2024年）

### 写真集
- OFFICIAL MOOK OHISAMA〜vol.1〜（2022年、Amazon_Kindle）[105]

### 映像商品
- THE IDOLM＠STER CINDERELLA GIRLS 7thLIVE TOUR Special 3chord♪ Comical Pops!＠MAKUHARI MESSE（2020年）[106]
- THE IDOLM@STER CINDERELLA GIRLS Live Broadcast 24magic 〜シンデレラたちの24時間生放送！〜（2021年）[107]
- CUE! 2nd Party「See you everyday」 ライブ映像（2021年）[108] - アルバム『Talk about everything』 初回限定盤BD 特典映像
- ウマ娘 プリティーダービー 3rd EVENT　WINNING DREAM STAGE Blu-ray（2022年）
- THE IDOLM＠STER CINDERELLA GIRLS 10th ANNIVERSARY M@GICAL WONDERLAND TOUR!!! MerryMaerchen Land（2022年）[109]
- CUE! 3rd Party 「Start a new line」ライブ映像（2022年）[110] - CUE! BD第6巻 きゃにめ特典CD
- THE IDOLM＠STER CINDERELLA GIRLS 10th ANNIVERSARY M@GICAL WONDERLAND!!!（2022年）[111]
- ウマ娘 プリティーダービー 4th EVENT SPECIAL DREAMERS!! Blu-ray（2023年）
- THE IDOLM@STER CINDERELLA GIRLS LIKE4LIVE #cg_ootd（2023年）[112]
- ウマ娘 プリティーダービー 4th EVENT SPECIAL DREAMERS!! EXTRA STAGE Blu-ray（2023年）
- THE IDOLM@STER M@STERS OF IDOL WORLD!!!!! 2023 Blu-ray PERFECT BOX!!!!!（2023年）[113]
- THE IDOLM@STER CINDERELLA GIRLS Shout out Live!!!（2024年）
- ウマ娘 プリティーダービー 5th EVENT ARENA TOUR GO BEYOND -WISH- & -GAZE- Blu-ray（2024年）
- ウマ娘 プリティーダービー 5th EVENT ARENA TOUR GO BEYOND -YELL- & -NEW GATE- Blu-ray（2025年）

### 実写作品
- ネムルバカ（2025年3月20日、ポニーキャニオン） - ナビ子 役（声の出演）[114][115]

### その他コンテンツ
- 『トワツガイ Fans』ストーリー（2024年 - 2025年、エナガ[116]）
- クラスの姫は私のわんこ PV（2025年、空橋星羅[117]）

## ディスコグラフィ

### シングル
|            | 発売日        | タイトル                   | 規格品番   | 規格品番   | オリコン 最高位 |
| 初回限定盤 | 発売日        | タイトル                   | 通常盤     |            | オリコン 最高位 |
| ---------- | ------------- | -------------------------- | ---------- | ---------- | --------------- |
| 1st        | 2024年6月12日 | I'm GAME!                  | PCCG-02343 | PCCG-02344 | 19位            |
| 2nd        | 2024年11月6日 | 最強? 最高! Brave My Heart | PCCG-02381 | PCCG-02382 | 14位            |
| 3rd        | 2025年2月19日 | Stella                     | PCCG-02417 | PCCG-02418 | 19位            |
| 4th        | 2025年5月28日 | Dear my Soleil             | PCCG-02435 | PCCG-02436 | 30位            |

### タイアップ曲
| 楽曲                      | タイアップ                                                                           | 時期   |
| ------------------------- | ------------------------------------------------------------------------------------ | ------ |
| I'm GAME!                 | テレビアニメ『神は遊戯に飢えている。』エンディングテーマ                             | 2024年 |
| 最強?最高! Brave My Heart | テレビアニメ『パーティーから追放されたその治癒師、実は最強につき』オープニングテーマ | 2024年 |
| Stella                    | テレビアニメ『Übel Blatt〜ユーベルブラット〜』エンディングテーマ                     | 2025年 |
| Dear My Soleil            | テレビアニメ『男女の友情は成立する?（いや、しないっ!!）』エンディングテーマ          | 2025年 |

### キャラクターソング
| 発売日         | 商品名 | 歌 | 楽曲 | 備考                                                                               |
| -------------- | --- | --- | --- | ---------------------------------------------------------------------------------- |
| 2019年10月23日 | THE IDOLM@STER CINDERELLA GIRLS STARLIGHT MASTER for the NEXT! 01 TRUE COLORS                             | 城ヶ崎美嘉（佳村はるか）、高森藍子（金子有希）、アナスタシア（上坂すみれ）、藤原肇（鈴木みのり）、乙倉悠貴（中島由貴）、黒埼ちとせ（佐倉薫）、白雪千夜（関口理咲）、久川颯（長江里加）、久川凪（立花日菜） | 「TRUE COLORS（M@STER VERSION）」                                                                              | ゲーム『アイドルマスター シンデレラガールズ スターライトステージ』関連曲           |
| 2019年10月23日 | THE IDOLM@STER CINDERELLA GIRLS STARLIGHT MASTER for the NEXT! 01 TRUE COLORS                             | 久川凪（立花日菜） | 「TRUE COLORS（M@STER VERSION）」                                                                              | ゲーム『アイドルマスター シンデレラガールズ スターライトステージ』関連曲           |
| 2019年11月27日 | Forever Friends                                                                                           | AiRBLUE | 「Forever Friends」                                                                                            | ゲーム『CUE!』オープニングテーマ                                                   |
| 2019年11月27日 | Forever Friends                                                                                           | AiRBLUE | 「さよならレディーメイド」                                                                                     | ゲーム『CUE!』関連曲                                                               |
| 2019年11月27日 | Forever Friends                                                                                           | Moon | 「Forever Friends」                                                                                            | ゲーム『CUE!』関連曲                                                               |
| 2020年1月22日  | Clover wish                                                                                               | ChamJam | 「Clover wish」                                                                                                | テレビアニメ『推しが武道館いってくれたら死ぬ』オープニングテーマ                   |
| 2020年2月12日  | ずっと ChamJam                                                                                            | ChamJam | 「ずっと ChamJam」 「ほっと♡サマーホリデー」 「Fall in Love」                                                  | テレビアニメ『推しが武道館いってくれたら死ぬ』挿入歌                               |
| 2020年2月12日  | MiRAGE! MiRAGE!!                                                                                          | Moon | 「MiRAGE! MiRAGE!!」 「ヒカリニ染マル未来」 「our song」                                                       | ゲーム『CUE!』関連曲                                                               |
| 2020年3月25日  | beautiful tomorrow                                                                                        | AiRBLUE | 「beautiful tomorrow」 「私たちはまだその春を知らない」                                                        | ゲーム『CUE!』関連曲                                                               |
| 2020年3月25日  | beautiful tomorrow                                                                                        | Moon | 「beautiful tomorrow」                                                                                         | ゲーム『CUE!』関連曲                                                               |
| 2020年4月1日   | 推しが武道館いってくれたら死ぬ オリジナルサウンドトラック                                                 | ChamJam | 「私たちが武道館にいったら」                                                                                   | テレビアニメ『推しが武道館いってくれたら死ぬ』挿入歌                               |
| 2020年6月10日  | THE IDOLM@STER CINDERELLA GIRLS STARLIGHT MASTER 39 O-Ku-Ri-Mo-No Sunday!                                 | 久川颯（長江里加）、久川凪（立花日菜） | 「O-Ku-Ri-Mo-No Sunday!（M@STER VERSION）」                                                                    | ゲーム『アイドルマスター シンデレラガールズ スターライトステージ』関連曲           |
| 2020年8月19日  | THE IDOLM@STER CINDERELLA GIRLS LITTLE STARS EXTRA! Sing the Prologue♪                                    | 久川凪（立花日菜）、関裕美（会沢紗弥）、遊佐こずえ（花谷麻妃）、三村かな子（大坪由佳）、堀裕子（鈴木絵理） | 「Sing the Prologue♪」                                                                                         | Webアニメ『アイドルマスター シンデレラガールズ劇場 Extra Stage』エンディングテーマ |
| 2020年8月26日  | Colorful／カレイドスコープ                                                                                | AiRBLUE | 「Colorful」 「カレイドスコープ」                                                                              | ゲーム『CUE!』関連曲                                                               |
| 2020年8月26日  | Colorful／カレイドスコープ                                                                                | Moon | 「Colorful」                                                                                                   | ゲーム『CUE!』関連曲                                                               |
| 2020年9月16日  | Reach For The World!                                                                                      | Moon | 「Reach For The World!」 「Determination-声の架け橋-」 「CUTE♡CUTE♡CUTE♡」                                     | ゲーム『CUE!』関連曲                                                               |
| 2021年1月6日   | 最高の魔法                                                                                                | AiRBLUE | 「最高の魔法」 「白い沿線」                                                                                    | ゲーム『CUE!』関連曲                                                               |
| 2021年1月6日   | 最高の魔法                                                                                                | Moon | 「最高の魔法」                                                                                                 | ゲーム『CUE!』関連曲                                                               |
| 2021年3月3日   | THE IDOLM@STER CINDERELLA GIRLS STARLIGHT MASTER COLLABORATION! Great Journey                             | 久川凪（立花日菜）、久川颯（長江里加） | 「Connecting Happy!!」                                                                                         | ゲーム『アイドルマスター シンデレラガールズ スターライトステージ』関連曲           |
| 2021年3月31日  | ウマ娘 プリティーダービー ANIMATION DERBY Season 2 vol.3 Original Sound Track                             | スペシャルウィーク（和氣あず未）、サイレンススズカ（高野麻里佳）、トウカイテイオー（Machico）、ウオッカ（大橋彩香）、ダイワスカーレット（木村千咲）、ゴールドシップ（上田瞳）、メジロマックイーン（大西沙織）、シンボリルドルフ（田所あずさ）、ナイスネイチャ（前田佳織里）、ツインターボ（花井美春）、イクノディクタス（田澤茉純）、マチカネタンホイザ（遠野ひかる）、メジロパーマー（のぐちゆり）、ダイタクヘリオス（山根綺）、ミホノブルボン（長谷川育美）、ライスシャワー（石見舞菜香）、ビワハヤヒデ（近藤唯）、ナリタタイシン（渡部恵子）、ウイニングチケット （渡部優衣）、キタサンブラック（矢野妃菜喜）、サトノダイヤモンド（立花日菜）、マルゼンスキー（Lynn）、マヤノトップガン（星谷美緒）、ヒシアケボノ（松嵜麗）、エアグルーヴ（青木瑠璃子）、マチカネフクキタル（新田ひより）、メイショウドトウ（和多田美咲）、セイウンスカイ（鬼頭明里）、グラスワンダー（前田玲奈）、エルコンドルパサー（髙橋ミナミ）、サクラバクシンオー（三澤紗千香）、メジロライアン（土師亜文）、メジロドーベル（久保田ひかり）、ナリタブライアン（衣川里佳） | 「うまぴょい伝説（TV Size）」                                                                                  | テレビアニメ『ウマ娘 プリティーダービー Season 2』エンディングテーマ               |
| 2021年4月21日  | THE IDOLM@STER CINDERELLA GIRLS Live Broadcast 24magic 〜シンデレラたちの24時間生放送！〜 SPECIAL LIVE CD | ナターリア（生田輝）、久川凪（立花日菜）、村上巴（花井美春） | 「Orange Sapphire」                                                                                            | 配信番組『24magic 〜シンデレラたちの24時間生放送！〜』歌唱曲                       |
| 2021年4月21日  | THE IDOLM@STER CINDERELLA GIRLS Live Broadcast 24magic 〜シンデレラたちの24時間生放送！〜 SPECIAL LIVE CD | CINDERELLA GIRLS | 「お願い！シンデレラ 〜ゴージャス・トロピカル Ver〜」                                                          | 配信番組『24magic 〜シンデレラたちの24時間生放送！〜』歌唱曲                       |
| 2021年4月21日  | Talk about everything                                                                                     | AiRBLUE | 「CUTE♡CUTE♡CUTE♡」 「ミライキャンバス」 「our song」 「Radio is a Friend!」 「マイサスティナー」 「雫の結晶」 | ゲーム『CUE!』関連曲                                                               |
| 2021年5月19日  | THE IDOLM@STER CINDERELLA MASTER 060 久川凪                                                               | 久川凪（立花日菜） | 「14平米にスーベニア」                                                                                         | ゲーム『アイドルマスター シンデレラガールズ』関連曲                                |
| 2022年1月26日  | スタートライン／はじまりの鐘の音が鳴り響く空                                                              | AiRBLUE | 「スタートライン」                                                                                             | テレビアニメ『CUE!』オープニングテーマ                                             |
| 2022年1月26日  | スタートライン／はじまりの鐘の音が鳴り響く空                                                              | AiRBLUE | 「はじまりの鐘の音が鳴り響く空」                                                                               | テレビアニメ『CUE!』エンディングテーマ                                             |
| 2022年1月26日  | スタートライン／はじまりの鐘の音が鳴り響く空                                                              | AiRBLUE | 「空合ぼくらは追った」                                                                                         | テレビアニメ『CUE!』関連曲                                                         |
| 2022年1月26日  | スタートライン／はじまりの鐘の音が鳴り響く空                                                              | Moon | 「スタートライン」 「はじまりの鐘の音が鳴り響く空」                                                            | テレビアニメ『CUE!』関連曲                                                         |
| 2022年3月16日  | THE IDOLM@STER CINDERELLA GIRLS STARLIGHT MASTER R/LOCK ON! 03 かぼちゃ姫                                 | 白坂小梅（桜咲千依）、久川凪（立花日菜）、関裕美（会沢紗弥）、森久保乃々（高橋花林）、椎名法子（都丸ちよ） | 「かぼちゃ姫（M@STER VERSION）」                                                                               | ゲーム『アイドルマスター シンデレラガールズ スターライトステージ』関連曲           |
| 2022年3月16日  | THE IDOLM@STER CINDERELLA GIRLS STARLIGHT MASTER R/LOCK ON! 03 かぼちゃ姫                                 | 久川凪（立花日菜） | 「かぼちゃ姫（M@STER VERSION）」                                                                               | ゲーム『アイドルマスター シンデレラガールズ スターライトステージ』関連曲           |
| 2022年3月16日  | ウマ娘 プリティーダービー WINNING LIVE 04                                                                 | サトノダイヤモンド（立花日菜）、キタサンブラック（矢野妃菜喜） | 「Ambitious World」                                                                                            | ゲーム『ウマ娘 プリティーダービー』関連曲                                          |
| 2022年3月16日  | ウマ娘 プリティーダービー WINNING LIVE 04                                                                 | マルゼンスキー（Lynn）、オグリキャップ（高柳知葉）、メジロマックイーン（大西沙織）、ナリタブライアン（衣川里佳）、シンボリルドルフ（田所あずさ）、タマモクロス（大空直美）、マンハッタンカフェ（小倉唯）、エイシンフラッシュ（藤野彩水）、スーパークリーク（優木かな）、ナイスネイチャ（前田佳織里）、マチカネタンホイザ（遠野ひかる）、イクノディクタス（田澤茉純）、ツインターボ（花井美春）、サトノダイヤモンド（立花日菜）、キタサンブラック（矢野妃菜喜）、サクラチヨノオー（野口瑠璃子）、メジロアルダン（会沢紗弥）、ヤエノムテキ（日原あゆみ） | 「うまぴょい伝説」                                                                                             | ゲーム『ウマ娘 プリティーダービー』関連曲                                          |
| 2022年3月16日  | CUE! BD第1巻 きゃにめ特典CD                                                                               | 丸山利恵（立花日菜） | 「Forever Friends」                                                                                            | ゲーム『CUE!』関連曲                                                               |
| 2022年4月20日  | CUE! BD第2巻 きゃにめ特典CD                                                                               | 丸山利恵（立花日菜） | 「さよならレディーメイド」                                                                                     | ゲーム『CUE!』関連曲                                                               |
| 2022年4月27日  | ウマ娘 プリティーダービー WINNING LIVE 05                                                                 | スペシャルウィーク（和氣あず未）、サイレンススズカ（高野麻里佳）、トウカイテイオー（Machico）、オグリキャップ（高柳知葉）、ゴールドシップ（上田瞳）、メジロマックイーン（大西沙織）、テイエムオペラオー（徳井青空）、ナリタブライアン（衣川里佳）、シンボリルドルフ（田所あずさ）、タマモクロス（大空直美）、メジロライアン（土師亜文）、アドマイヤベガ（咲々木瞳）、サクラバクシンオー（三澤紗千香）、ミスターシービー（天海由梨奈）、メジロドーベル（久保田ひかり）、マチカネタンホイザ（遠野ひかる）、サトノダイヤモンド（立花日菜）、キタサンブラック（矢野妃菜喜）、サクラチヨノオー（野口瑠璃子）、メジロアルダン（会沢紗弥）、ヤエノムテキ（日原あゆみ）、ナリタトップロード（中村カンナ） | 「We are DREAMERS!!」                                                                                          | ゲーム『ウマ娘 プリティーダービー』関連曲                                          |
| 2022年4月27日  | ウマ娘 プリティーダービー WINNING LIVE 05                                                                 | スペシャルウィーク（和氣あず未）、サイレンススズカ（高野麻里佳）、トウカイテイオー（Machico）、オグリキャップ（高柳知葉）、ゴールドシップ（上田瞳）、メジロマックイーン（大西沙織）、テイエムオペラオー（徳井青空）、ナリタブライアン（衣川里佳）、シンボリルドルフ（田所あずさ）、アグネスデジタル（鈴木みのり）、タマモクロス（大空直美）、マヤノトップガン（星谷美緒）、メジロライアン（土師亜文）、アドマイヤベガ（咲々木瞳）、サクラバクシンオー（三澤紗千香）、スマートファルコン（大和田仁美）、ニシノフラワー（河井晴菜）、ハルウララ（首藤志奈）、マーベラスサンデー（三宅麻理恵）、ミスターシービー（天海由梨奈）、メジロドーベル（久保田ひかり）、ナイスネイチャ（前田佳織里）、マチカネタンホイザ（遠野ひかる）、ツインターボ（花井美春）、サトノダイヤモンド（立花日菜）、キタサンブラック（矢野妃菜喜）、サクラチヨノオー（野口瑠璃子）、メジロアルダン（会沢紗弥）、ヤエノムテキ（日原あゆみ）、ナリタトップロード（中村カンナ） | 「うまぴょい伝説」                                                                                             | ゲーム『ウマ娘 プリティーダービー』関連曲                                          |
| 2022年5月18日  | Tomorrow's Diary／ゆめだより                                                                              | AiRBLUE | 「Tomorrow's Diary」                                                                                           | テレビアニメ『CUE!』オープニングテーマ                                             |
| 2022年5月18日  | Tomorrow's Diary／ゆめだより                                                                              | AiRBLUE | 「ゆめだより」                                                                                                 | テレビアニメ『CUE!』エンディングテーマ                                             |
| 2022年5月18日  | Tomorrow's Diary／ゆめだより                                                                              | AiRBLUE | 「Road to Forever」                                                                                            | テレビアニメ『CUE!』関連曲                                                         |
| 2022年5月18日  | Tomorrow's Diary／ゆめだより                                                                              | Moon | 「Tomorrow's Diary」 「ゆめだより」                                                                            | テレビアニメ『CUE!』関連曲                                                         |
| 2022年6月15日  | CUE! BD第4巻特典CD                                                                                        | 丸山利恵（立花日菜） | 「beautiful tomorrow」 「Colorful」 「最高の魔法」 「ミライキャンバス」                                        | ゲーム『CUE!』関連曲                                                               |
| 2022年8月17日  | CUE! BD第6巻 きゃにめ特典CD                                                                               | 丸山利恵（立花日菜） | 「スタートライン」 「はじまりの鐘の音が鳴り響く空」                                                            | テレビアニメ『CUE!』関連曲                                                         |
| 2022年10月4日  | ウマ娘 プリティーダービー Solo Vocal Tracks Vol.5 －4th EVENT SPECIAL DREAMERS!! EXTRA STAGE－            | サトノダイヤモンド（立花日菜） | 「We are DREAMERS!!（Game Size）」                                                                             | ゲーム『ウマ娘 プリティーダービー』関連曲                                          |
| 2022年12月28日 | THE IDOLM@STER CINDERELLA GIRLS STARLIGHT MASTER PLATINUM NUMBER 01 MOTTO!                                | 久川凪（立花日菜）、西園寺琴歌（安齋由香里）、桐生つかさ（河瀬茉希）、白菊ほたる（天野聡美）、村上巴（花井美春）、関裕美（会沢紗弥）、結城晴（小市眞琴） | 「MOTTO!」 | ゲーム『アイドルマスター シンデレラガールズ スターライトステージ』関連曲           |
| 2022年12月28日 | THE IDOLM@STER CINDERELLA GIRLS STARLIGHT MASTER PLATINUM NUMBER 01 MOTTO!                                | 久川凪（立花日菜） | 「MOTTO!」 | ゲーム『アイドルマスター シンデレラガールズ スターライトステージ』関連曲           |
| 2023年3月29日  | ウマ娘 プリティーダービー WINNING LIVE 11                                                                 | スペシャルウィーク（和氣あず未）、トウカイテイオー（Machico）、テイエムオペラオー（徳井青空）、ナリタブライアン（衣川里佳）、シンボリルドルフ（田所あずさ）、マヤノトップガン（星谷美緒）、マンハッタンカフェ（小倉唯）、アグネスタキオン（上坂すみれ）、アドマイヤベガ（咲々木瞳）、マーベラスサンデー（三宅麻理恵）、ミスターシービー（天海由梨奈）、ツインターボ（花井美春）、サトノダイヤモンド（立花日菜）、キタサンブラック（矢野妃菜喜）、サクラローレル（真野美月）、ナリタトップロード（中村カンナ）、シンボリクリスエス（春川芽生）、タニノギムレット（松岡美里）、メジロラモーヌ（東山奈央）、サトノクラウン（鈴代紗弓）、シュヴァルグラン（夏吉ゆうこ）、ジャングルポケット（藤本侑里） 、カツラギエース（藤原夏海） | 「DRAMATIC JOURNEY」                                                                                           | ゲーム『ウマ娘 プリティーダービー』関連曲                                          |
| 2023年3月29日  | ウマ娘 プリティーダービー WINNING LIVE 11                                                                 | スペシャルウィーク（和氣あず未）、トウカイテイオー（Machico）、ウオッカ（大橋彩香）、テイエムオペラオー（徳井青空）、ナリタブライアン（衣川里佳）、シンボリルドルフ（田所あずさ）、マヤノトップガン（星谷美緒）、マンハッタンカフェ（小倉唯）、アグネスタキオン（上坂すみれ）、アドマイヤベガ（咲々木瞳）、マーベラスサンデー （三宅麻理恵）、ミスターシービー（天海由梨奈）、ツインターボ（花井美春）、サトノダイヤモンド（立花日菜）、キタサンブラック（矢野妃菜喜）、ツルマルツヨシ（青山吉能）、サクラローレル（真野美月）、ナリタトップロード（中村カンナ）、シンボリクリスエス（春川芽生）、タニノギムレット（松岡美里）、メジロラモーヌ（東山奈央）、サトノクラウン（鈴代紗弓）、シュヴァルグラン（夏吉ゆうこ）、ジャングルポケット（藤本侑里）、カツラギエース（藤原夏海） | 「うまぴょい伝説」                                                                                             | ゲーム『ウマ娘 プリティーダービー』関連曲                                          |
| 2023年5月10日  | 推しが武道館いってくれたら死ぬ コンプリートボーカルアルバム「きみのために生きてる」                       | ChamJam | 「Aster wish」                                                                                                 | テレビアニメ『推しが武道館いってくれたら死ぬ』関連曲                               |
| 2023年5月10日  | 推しが武道館いってくれたら死ぬ コンプリートボーカルアルバム「きみのために生きてる」                       | えりぴよ（ファイルーズあい）、市井舞菜（立花日菜） | 「♡桃色片想い♡ [Special ED ver.]」                                                                             | テレビアニメ『推しが武道館いってくれたら死ぬ』エンディングテーマ                   |
| 2023年6月10日  | THE IDOLM@STER CINDERELLA GIRLS 燿城夜祭 -かがやきよまつり- 会場オリジナルCD                              | 久川凪（立花日菜） | 「Sing the Prologue♪」                                                                                         | Webアニメ『アイドルマスター シンデレラガールズ劇場 Extra Stage』関連曲             |
| 2023年6月10日  | トワツガイ Original Soundtrack                                                                            | カラス（近藤玲奈）、ハクチョウ（立花理香）、エナガ（立花日菜）、スズメ（高橋李依）、フクロウ（小泉萌香）、フラミンゴ（和氣あず未）、ツル（上田麗奈）、ハチドリ（富田美憂）、モズ（鬼頭明里）、ツバメ（日向未南） | 「トワノユメ」                                                                                                 | ゲーム『トワツガイ』関連曲                                                         |
| 2023年9月6日   | ウマ娘 プリティーダービー WINNING LIVE 13                                                                 | ナリタブライアン（衣川里佳）、マヤノトップガン（星谷美緒）、アドマイヤベガ（咲々木瞳）、イナリワン（井上遥乃）、サトノダイヤモンド（立花日菜）、キタサンブラック（矢野妃菜喜）、ヤエノムテキ（日原あゆみ）、サクラローレル（真野美月）、ナリタトップロード（中村カンナ）、サトノクラウン（鈴代紗弓）、シュヴァルグラン（夏吉ゆうこ）、ネオユニヴァース（白石晴香）、ヒシミラクル（春日さくら） | 「トレセン音頭」                                                                                               | ゲーム『ウマ娘 プリティーダービー』関連曲                                          |
| 2023年9月6日   | ウマ娘 プリティーダービー WINNING LIVE 13                                                                 | ナリタブライアン（衣川里佳）、マヤノトップガン（星谷美緒）、ライスシャワー（石見舞菜香）、アドマイヤベガ（咲々木瞳）、イナリワン（井上遥乃）、ミスターシービー（天海由梨奈）、マチカネタンホイザ（遠野ひかる）、イクノディクタス（田澤茉純）、ツインターボ（花井美春）、サトノダイヤモンド（立花日菜）、キタサンブラック（矢野妃菜喜）、ヤエノムテキ（日原あゆみ）、サクラローレル（真野美月）、ナリタトップロード（中村カンナ）、サトノクラウン（鈴代紗弓）、シュヴァルグラン（夏吉ゆうこ）、ホッコータルマエ（菊池紗矢香）、ネオユニヴァース（白石晴香）、ヒシミラクル（春日さくら） | 「うまぴょい伝説」                                                                                             | ゲーム『ウマ娘 プリティーダービー』関連曲                                          |
| 2023年9月13日  | ウマ娘 プリティーダービー WINNING LIVE 14                                                                 | ゴールドシップ（上田瞳）、ウオッカ（大橋彩香）、エルコンドルパサー（髙橋ミナミ）、マンハッタンカフェ（小倉唯）、エアシャカール（津田美波）、エイシンフラッシュ（藤野彩水）、ナカヤマフェスタ（下地紫野）、サトノダイヤモンド（立花日菜）、キタサンブラック（矢野妃菜喜）、シリウスシンボリ（ファイルーズあい）、サクラローレル（真野美月）、ネオユニヴァース（白石晴香）、タップダンスシチー（篠田みなみ） | 「L’Arc de gloire」                                                                                            | ゲーム『ウマ娘 プリティーダービー』関連曲                                          |
| 2023年9月13日  | ウマ娘 プリティーダービー WINNING LIVE 14                                                                 | ゴールドシップ（上田瞳）、ウオッカ（大橋彩香）、エルコンドルパサー（髙橋ミナミ）、マンハッタンカフェ（小倉唯）、エアシャカール（津田美波）、エイシンフラッシュ（藤野彩水）、ゴールドシチー（香坂さき）、トーセンジョーダン（鈴木絵理）、ナカヤマフェスタ（下地紫野）、メジロパーマー（のぐちゆり）、ダイタクヘリオス（山根綺）、サトノダイヤモンド（立花日菜）、キタサンブラック（矢野妃菜喜）、シリウスシンボリ（ファイルーズあい）、サクラローレル（真野美月）、ネオユニヴァース（白石晴香）、タップダンスシチー（篠田みなみ） | 「うまぴょい伝説」                                                                                             | ゲーム『ウマ娘 プリティーダービー』関連曲                                          |
| 2023年9月16日  | ウマ娘 プリティーダービー Solo Vocal Tracks Vol.7 5th EVENT ARENA TOUR GO BEYOND -GAZE-                   | サトノダイヤモンド（立花日菜） | 「Everlasting BEATS（Game Size）」                                                                             | ゲーム『ウマ娘 プリティーダービー』関連曲                                          |
| 2023年10月25日 | THE IDOLM@STER CINDERELLA MASTER Dreamy Anniversary ＆ Next Chapter                                       | THE IDOLMASTER CINDERELLA GIRLS Stage for Cinderella groupA BEST5! | 「Dreamy Anniversary」                                                                                         | ゲーム『アイドルマスター シンデレラガールズ スターライトステージ』関連曲           |
| 2023年11月1日  | TVアニメ『ウマ娘 プリティーダービー Season 3』ANIMATION DERBY Season 3 vol.1「ソシテミンナノ」            | キタサンブラック（矢野妃菜喜）、サトノダイヤモンド（立花日菜）、サトノクラウン（鈴代紗弓）、シュヴァルグラン（夏吉ゆうこ）、サウンズオブアース（MAKIKO）、ドゥラメンテ（秋奈） | 「ソシテミンナノ」                                                                                             | テレビアニメ『ウマ娘 プリティーダービー Season 3』オープニングテーマ               |
| 2023年11月1日  | TVアニメ『ウマ娘 プリティーダービー Season 3』ANIMATION DERBY Season 3 vol.1「ソシテミンナノ」            | キタサンブラック（矢野妃菜喜）、サトノダイヤモンド（立花日菜）、サトノクラウン（鈴代紗弓）、シュヴァルグラン（夏吉ゆうこ）、サウンズオブアース（MAKIKO）、ドゥラメンテ（秋奈） | 「うまぴょい伝説」                                                                                             | テレビアニメ『ウマ娘 プリティーダービー Season 3』関連曲                           |
| 2023年12月13日 | THE IDOLM@STER CINDERELLA GIRLS STARLIGHT MASTER PLATINUM NUMBER 13 ノートの中のテラリウム                | 久川凪（立花日菜）、森久保乃々（高橋花林） | 「ノートの中のテラリウム（M@STER VERSION）」                                                                   | ゲーム『アイドルマスター シンデレラガールズ スターライトステージ』関連曲           |
| 2023年12月13日 | THE IDOLM@STER CINDERELLA GIRLS STARLIGHT MASTER PLATINUM NUMBER 13 ノートの中のテラリウム                | 久川凪（立花日菜） | 「ノートの中のテラリウム（M@STER VERSION）」                                                                   | ゲーム『アイドルマスター シンデレラガールズ スターライトステージ』関連曲           |
| 2024年1月10日  | TVアニメ『ウマ娘 プリティーダービー Season 3』ANIMATION DERBY Season 3 vol.3 Original Sound Track         | サトノダイヤモンド （立花日菜） | 「夢のこたえ」                                                                                                 | テレビアニメ『ウマ娘 プリティーダービー Season 3』エンディングテーマ               |
| 2024年1月10日  | TVアニメ『ウマ娘 プリティーダービー Season 3』ANIMATION DERBY Season 3 vol.3 Original Sound Track         | キタサンブラック（矢野妃菜喜）、サトノダイヤモンド（立花日菜）、サトノクラウン（鈴代紗弓）、シュヴァルグラン（夏吉ゆうこ）、サウンズオブアース（MAKIKO）、ドゥラメンテ（秋奈）、トウカイテイオー（Machico）、メジロマックイーン（大西沙織）、ゴールドシップ（上田瞳）、スペシャルウィーク（和氣あず未）、サイレンススズカ（高野麻里佳）、ウオッカ（大橋彩香）、ダイワスカーレット（木村千咲）、ナイスネイチャ（前田佳織里）、ツインターボ（花井美春）、イクノディクタス（田澤茉純）、マチカネタンホイザ（遠野ひかる）、ロイスアンドロイス（田辺留依）、ヴィルシーナ（奥野香耶）、ヴィブロス（伊藤彩沙）、シンボリルドルフ（田所あずさ）、エアグルーヴ（青木瑠璃子）、ミホノブルボン（長谷川育美）、ライスシャワー（石見舞菜香）、サクラバクシンオー（三澤紗千香）、トーセンジョーダン（鈴木絵理）、マチカネフクキタル（新田ひより）、メイショウドトウ（和多田美咲）、メジロパーマー（のぐちゆり）、ダイタクヘリオス（山根綺）、コパノリッキー（稲垣好）                                                                                            | 「うまぴょい伝説」                                                                                             | テレビアニメ『ウマ娘 プリティーダービー Season 3』エンディングテーマ               |
| 2024年1月24日  | ウマ娘 プリティーダービー WINNING LIVE 15                                                                 | サトノダイヤモンド（立花日菜）、キタサンブラック（矢野妃菜喜） | 「Ambitious World（Beyond The Promise Ver.）」                                                                 | ゲーム『ウマ娘 プリティーダービー』関連曲                                          |
| 2024年1月24日  | ウマ娘 プリティーダービー WINNING LIVE 15                                                                 | スペシャルウィーク（和氣あず未）、ライスシャワー（石見舞菜香）、スマートファルコン（大和田仁美）、ゼンノロブロイ（照井春佳）、トーセンジョーダン（鈴木絵理）、ナイスネイチャ（前田佳織里）、キングヘイロー（佐伯伊織）、メジロパーマー（のぐちゆり）、サトノダイヤモンド（立花日菜）、キタサンブラック（矢野妃菜喜）、ツルマルツヨシ（青山吉能）、サクラローレル（真野美月）、ネオユニヴァース（白石晴香）、ヒシミラクル（春日さくら） | 「うまぴょい伝説」                                                                                             | ゲーム『ウマ娘 プリティーダービー』関連曲                                          |
| 2024年3月6日   | ウマ娘 プリティーダービー WINNING LIVE 16                                                                 | スペシャルウィーク（和氣あず未）、オグリキャップ（高柳知葉）、ゴールドシップ（上田瞳）、ナリタブライアン（衣川里佳）、タマモクロス（大空直美）、マンハッタンカフェ（小倉唯）、アグネスタキオン（上坂すみれ）、サトノダイヤモンド（立花日菜）、キタサンブラック（矢野妃菜喜）、サクラローレル（真野美月）、ヴィルシーナ（奥野香耶）、ジャングルポケット（藤本侑里）、ドゥラメンテ（秋奈）、ラインクラフト（小島菜々恵）、シーザリオ（佐藤榛夏)、オルフェーヴル（日笠陽子）、ジェンティルドンナ（芹澤優）、ウインバリアシオン（月城日花） | 「U.M.A. NEW WORLD!!」                                                                                         | ゲーム『ウマ娘 プリティーダービー』関連曲                                          |
| 2024年3月6日   | ウマ娘 プリティーダービー WINNING LIVE 16                                                                 | スペシャルウィーク（和氣あず未）、オグリキャップ（高柳知葉）、ゴールドシップ（上田瞳）、ナリタブライアン（衣川里佳）、タマモクロス（大空直美）、マンハッタンカフェ（小倉唯）、アグネスタキオン（上坂すみれ）、サトノダイヤモンド（立花日菜）、キタサンブラック（矢野妃菜喜）、サクラローレル（真野美月）、サトノクラウン（鈴代紗弓）、シュヴァルグラン（夏吉ゆうこ）、ヴィルシーナ（奥野香耶）、ジャングルポケット（藤本侑里）、ドゥラメンテ（秋奈）、ラインクラフト（小島菜々恵）、シーザリオ（佐藤榛夏）、オルフェーヴル（日笠陽子）、ジェンティルドンナ（芹澤優）、ウインバリアシオン（月城日花） | 「うまぴょい伝説」                                                                                             | ゲーム『ウマ娘 プリティーダービー』関連曲                                          |
| 2024年3月6日   | 『魔都精兵のスレイブ』キャラクターソングミニアルバム 01 「嵐を駆けよ波乱の鬣よ」                          | 魔防隊七番組 | 「嵐を駆けよ波乱の鬣よ」                                                                                       | テレビアニメ『魔都精兵のスレイブ』関連曲                                           |
| 2024年3月6日   | 『魔都精兵のスレイブ』キャラクターソングミニアルバム 01 「嵐を駆けよ波乱の鬣よ」                          | 大川村寧（立花日菜） | 「セカイのネガイゴト」                                                                                         | テレビアニメ『魔都精兵のスレイブ』関連曲                                           |
| 2024年7月17日  | 回転木馬とワルツ                                                                                          | エナガ（立花日菜）、スズメ（高橋李依） | 「回転木馬とワルツ」                                                                                           | ゲーム『トワツガイ』関連曲                                                         |
| 2024年8月31日  | ウマ娘 プリティーダービー Solo Vocal Tracks Vol.10 Twinkle Circle! in HAKODATE                            | サトノダイヤモンド（立花日菜） | 「L'Arc de gloire（Game Size）」                                                                               | ゲーム『ウマ娘 プリティーダービー』関連曲                                          |
| 2024年9月28日  | ウマ娘 プリティーダービー Solo Vocal Tracks Vol.11 Twinkle Circle! in AICHI                               | サトノダイヤモンド（立花日菜） | 「ソシテミンナノ（Game Size）」                                                                                | ゲーム『ウマ娘 プリティーダービー』関連曲                                          |
| 2025年6月11日  | M学園インストール！                                                                                       | 栗田りん（立花日菜）、冴島まき（鬼頭明里） | 「好きなのバレバレ」                                                                                           | 『M学園（仮）』関連曲                                                              |
| 2025年6月11日  | M学園インストール！                                                                                       | 栗田りん（立花日菜） | 「アイドルの養育費」                                                                                           | 『M学園（仮）』関連曲                                                              |
| 2025年6月11日  | M学園インストール！                                                                                       | 栗田りん（立花日菜）、冴島まき（鬼頭明里）、宇田川ほまれ（富田美憂）、宇田川とまれ（羊宮妃那） | 「ゆめゆめスターライト」                                                                                       | 『M学園（仮）』関連曲                                                              |

### その他参加楽曲
| 発売日        | 商品名                                  | 歌 | 楽曲                                        | 備考                                                      |
| ------------- | --------------------------------------- | --- | ------------------------------------------- | --------------------------------------------------------- |
| 2024年5月29日 | CrosSing Collection vol.4               | 立花日菜 | 「♡桃色片想い♡」                            | カバーソングプロジェクト『CrosSing -Music＆Voice-』関連曲 |
| 2025年2月19日 | 明日へ鳴らすリフレイン -P’s GR∞VE Ver.- | 石原夏織、内田真礼、鬼頭明里、久保ユリカ、DIALOGUE+、竹達彩奈、立花日菜、土岐隼一、花澤香菜、harmoe、三森すずこ | 「明日へ鳴らすリフレイン -P’s GR∞VE Ver.-」 | ライブイベント『P’s LIVE! 08 ～P’s GR∞VE～』テーマソング  |

## ライブ・イベント

### 合同ライブ
| 出演日                | タイトル                                                                                         | 会場                                                   |
| --------------------- | ------------------------------------------------------------------------------------------------ | ------------------------------------------------------ |
| 2019年9月3日・4日     | THE IDOLM@STER CINDERELLA GIRLS 7thLIVE TOUR Special 3chord♪ Comical Pops!                       | 幕張メッセ国際展示場 9-11ホール（千葉県）              |
| 2019年11月2日・3日    | CUE! Mini Live Event                                                                             | harevutai（東京都）                                    |
| 2019年11月17日        | CUE! 1st Single「Forever Friends」発売直前ミニライブ                                             | 池袋サンシャインシティ 噴水広場（東京都）              |
| 2020年2月4日・5日     | CUE! Reading Live vol.1 ～Moon～                                                                 | harevutai（東京都）                                    |
| 2020年11月1日         | CUE! 1st Anniversary Party SEE YOU EVERYDAY                                                      | カルッツかわさき 大ホール（神奈川県）                  |
| 2021年8月15日         | CUE! 2nd Party Sing about everything                                                             | TACHIKAWA STAGE GARDEN （東京都）                      |
| 2021年8月29日         | ウマ娘 プリティーダービー 3rd EVENT「WINNING DREAM STAGE」                                       | 東京ガーデンシアター （東京都）                        |
| 2021年10月2日・3日    | THE IDOLM@STER CINDERELLA GIRLS 10th ANNIVERSARY M@GICAL WONDERLAND TOUR!!! MerryMaerchen Land   | 西日本総合展示場 新館 （福岡県）                       |
| 2021年11月21日        | CUE! Reading Live Vol.5                                                                          | ニューピアホール （東京都）                            |
| 2022年2月13日         | P's LIVE 〜Nice to P's you!!〜                                                                   | TACHIKAWA STAGE GARDEN （東京都）                      |
| 2022年3月6日          | ウマ娘 プリティーダービー 4th EVENT SPECIAL DREAMERS!!                                           | 武蔵野の森総合スポーツプラザ メインアリーナ （東京都） |
| 2022年4月3日          | THE IDOLM@STER CINDERELLA GIRLS 10th ANNIVERSARY M@GICAL WONDERLAND!!!                           | ベルーナドーム （埼玉県）                              |
| 2022年5月1日          | CUE! 3rd Party Start a new line                                                                  | TACHIKAWA STAGE GARDEN （東京都）                      |
| 2022年5月4日          | ウマ娘 プリティーダービー 4th EVENT SPECIAL DREAMERS!!                                           | ぴあアリーナMM （神奈川県）                            |
| 2022年8月27日         | Animelo Summer Live 2022 -Sparkle-                                                               | さいたまスーパーアリーナ （埼玉県）                    |
| 2022年9月3日・4日     | THE IDOLM@STER CINDERELLA GIRLS LIKE4LIVE #cg_ootd                                               | 愛知県 日本ガイシホール （愛知県）                     |
| 2022年10月22日        | CUE! Reading Live Vol.9                                                                          | 北とぴあ さくらホール （東京都）                       |
| 2022年11月5日・6日    | ウマ娘 プリティーダービー 4th EVENT SPECIAL DREAMERS!! EXTRA STAGE                               | ベルーナドーム （埼玉県）                              |
| 2022年11月19日        | CUE! 4th Party Forever Friends                                                                   | パシフィコ横浜 （神奈川県）                            |
| 2023年2月12日         | THE IDOLM@STER M@STERS OF IDOL WORLD!!!!! 2023                                                   | 東京ドーム （東京都）                                  |
| 2023年9月9日・10日    | THE IDOLM@STER CINDERELLA GIRLS Shout out Live!!!                                                | 愛知県国際展示場 ホールA （愛知県）                    |
| 2023年9月16日・17日   | ウマ娘 プリティーダービー 5th EVENT ARENA TOUR GO BEYOND -GAZE-！                                | ポートメッセなごや 第一展示場 （愛知県）               |
| 2023年12月9日         | 異次元フェス アイドルマスター★♥ラブライブ!歌合戦                                                 | 東京ドーム （東京都）                                  |
| 2024年2月3日・4日     | ウマ娘 プリティーダービー 5th EVENT ARENA TOUR GO BEYOND -YELL-                                  | 有明アリーナ （東京都）                                |
| 2024年2月24日         | オダイバ!!超次元音楽祭 フユフェス2024                                                            | ぴあアリーナMM（神奈川県）                             |
| 2024年3月22日         | ウマ娘 プリティーダービー 5th EVENT ARENA TOUR GO BEYOND -NEW GATE-                              | 大阪城ホール（大阪府）                                 |
| 2024年8月31日・9月1日 | ウマ娘 プリティーダービー Twinkle Circle! in HAKODATE                                            | 函館アリーナ（北海道）                                 |
| 2024年9月22日         | イナズマロックフェス 2024 【LIVE AREA / 雷神STAGE】 2日目                                        | 烏丸半島芝生広場（滋賀県）                             |
| 2025年3月8日・9日     | P's LIVE! 08 ～P's GR∞VE～                                                                       | LINE CUBE SHIBUYA（東京都）                            |
| 2025年4月27日         | THE IDOLM@STER CINDERELLA GIRLS STARLIGHT STAGE 10th ANNIVERSARY TOUR Let’s AMUSEMENT!!! TOKYO   | 有明アリーナ（東京都）                                 |
| 2025年6月28日・29日   | THE IDOLM@STER CINDERELLA GIRLS STARLIGHT STAGE 10th ANNIVERSARY TOUR Let’s AMUSEMENT!!! FUKUOKA | マリンメッセ福岡A館（福岡県）                          |
| 2025年7月5日          | リスパレ! LIVE vol.3 (DAY1)                                                                      | なんばHatch（大阪府）                                  |

### イベント
| 出演日              | タイトル                                                                                           | 会場                                                     |
| ------------------- | -------------------------------------------------------------------------------------------------- | -------------------------------------------------------- |
| 2019年12月15日      | 推しが武道館いってくれたら死ぬ 先行上映＆トークショー in (武道館近くの)サイエンスホール            | 科学技術館サイエンスホール（東京都）                     |
| 2019年12月31日      | SEASIDE COUNTDOWN FESTIVAL 2019⇒2020                                                               | 萬劇場（東京都）                                         |
| 2021年9月18日       | トネケンプレミアムナイト in サイエンスホール                                                       | 科学技術館サイエンスホール（東京都）                     |
| 2021年10月16日      | めいらない メイドのお茶会 第一章                                                                   | 新宿区立牛込箪笥区民ホール（東京都）                     |
| 2021年11月13日      | 『SEASIDE 10th Anniversary DVD -東北声優編-』発売記念イベント ～東北めんこい物語～                 | 科学技術館サイエンスホール（東京都）                     |
| 2021年12月25日      | SEASIDE Christmas Festival 2021                                                                    | 科学技術館サイエンスホール（東京都）                     |
| 2022年1月13日       | SEASIDE NEW YEAR PARTY 2022                                                                        | 科学技術館サイエンスホール（東京都）                     |
| 2022年1月29日       | 山根綺のゆるっと綺譚 公開生放送イベント                                                            | 横浜MMブロンテ（神奈川県）                               |
| 2022年2月19日       | 峯田・和泉のぽてまぼ！〜ほぼ2nd anniversary〜                                                      | 科学技術館サイエンスホール（東京都）                     |
| 2022年7月23日       | 村上まなつと立花日菜の真夏の日向ぼっこ 1st diary 〜ぽかぽか旅日記〜                                | 科学技術館サイエンスホール（東京都）                     |
| 2022年12月10日      | 立花日菜のもこもこゲーミング～もこもこフェス～                                                     | 全電通ホール（東京都）                                   |
| 2023年1月15日       | SEASIDE NEW YEAR PARTY 2023                                                                        | 科学技術館サイエンスホール（東京都）                     |
| 2023年3月5日        | オシゴトラジオ×まりありうむ featuring もののけぼっくす！                                           | 全電通ホール（東京都）                                   |
| 2023年3月19日       | SEASIDE SPRING FESTA 2023                                                                          | ルネこだいら中ホール（東京都）                           |
| 2023年4月23日       | 桑原由気と本渡楓のパリパリパーリィ☆ 6th Anniversary Greeting Parry ～Twinkle Collaboration Parry～ | 科学技術館サイエンスホール（東京都）                     |
| 2023年7月16日       | 村上まなつと立花日菜の真夏の日向ぼっこ 2nd diary 〜もっとぽかぽか旅日記〜                          | 科学技術館サイエンスホール（東京都）                     |
| 2023年7月23日       | SEASIDE SUMMER FESTA 2023                                                                          | 科学技術館サイエンスホール（東京都）                     |
| 2023年10月14日      | SEASIDE AUTUMN FESTA 2023                                                                          | 科学技術館サイエンスホール（東京都）                     |
| 2023年11月12日      | なるほど・ザ・本渡楓4 DVD発売記念イベント〜え〜でふぇす 2023〜                                     | 日本芸術専門学校 山王ヒルズホール（東京都）              |
| 2023年11月25日      | 立花日菜のもこもこゲーミング〜もこもこ舞踏会〜                                                     | ワテラスコモンホール（東京都）                           |
| 2023年12月24日      | SEASIDE Christmas Festival 2023                                                                    | 科学技術館サイエンスホール（東京都）                     |
| 2024年1月13日       | SEASIDE NEW YEAR PARTY 2024                                                                        | 科学技術館サイエンスホール（東京都）                     |
| 2024年1月21日       | 立花日菜のラジオのひな形 公開生配信スペシャル                                                      | Excite Cafe（東京都）                                    |
| 2024年3月31日       | 稲垣好 はおうの城 Firstイベント                                                                    | 三鷹市芸術文化センター 星のホール （東京都）             |
| 2024年4月28日       | ささはらの侑技場 〜19歳n回目まであと2日！                                                          | 東京カルチャーカルチャー（東京都）                       |
| 2024年5月5日        | シーサイドゴールデンウィークプレミアム 2024 松田颯水ショー2024〜ゴールデンウィークスペシャル〜     | 築地本願寺ブディストホール（東京都）                     |
| 2024年5月6日        | シーサイドゴールデンウィークプレミアム 2024 ファイナル                                             | 築地本願寺ブディストホール（東京都）                     |
| 2024年5月11日・12日 | トワツガイコンサート2024 ～鳥籠で見る夢～                                                          | LINE CUBE SHIBUYA（東京都）                              |
| 2024年5月18日       | 朗読劇「ネコたん！～猫町怪異奇譚～」                                                               | あうるすぽっと【豊島区立舞台芸術交流センター】（東京都） |
| 2024年6月2日        | 村上まなつと立花日菜の真夏の日向ぼっこ 3rd diary 〜もっと好きになる瞬間〜                          | 科学技術館サイエンスホール（東京都）                     |
| 2024年7月21日       | SEASIDE SUMMER FESTA 2024                                                                          | 科学技術館サイエンスホール（東京都）                     |
| 2024年8月25日       | SEASIDE STREAMING 開設記念イベント〜夏祭りだよ2024〜 Vol.1                                         | 築地本願寺ブディストホール（東京都）                     |
| 2024年9月8日        | SEASIDE AUTUMN FESTA 2024                                                                          | 科学技術館サイエンスホール（東京都）                     |
| 2024年10月19日      | 立花日菜のもこもこゲーミング～もこもこトーナメント～                                               | 星陵会館（東京都）                                       |
| 2024年10月27日      | 利根健太朗・花桐まきの検証TV! 〜秋の検証祭り2024〜                                                 | 築地本願寺ブディストホール（東京都）                     |
| 2024年11月20日      | 朗読劇「ネコたん！弍～猫町怪異奇譚～」仮面遊戯殺猫事件                                             | 草月会館 草月ホール（東京都）                            |
| 2024年12月1日       | 立花日菜 1stイベント「Room 612 #01」                                                               | 恵比寿ザ・ガーデンルーム（東京都）                       |
| 2024年12月22日      | SEASIDE Christmas Festival 2024 Day2「White Stage」                                                | 科学技術館サイエンスホール（東京都）                     |
| 2025年1月11日       | SEASIDE NEW YEAR PARTY 2025                                                                        | 科学技術館サイエンスホール（東京都）                     |
| 2025年1月26日       | 松田颯水ふれあいフェスティバル 2025 〜さっつんかたりべ〜                                           | 築地本願寺ブディストホール（東京都）                     |
| 2025年2月8日        | Seaside Valentine Festival 2025                                                                    | 築地本願寺ブディストホール（東京都）                     |